# 孫介 (宋朝詩人)
孫介（1114年—1188年），字不朋，號雪齋野叟。南宋餘姚（今屬浙江）人。
曾祖孫亮，祖父孫政。孫子充之子。孫介是幼子，早年過繼給叔父孫子全為子。孫介四歲追隨兄孫疇出外讀書，受業於胡宗伋。宣和五年，胡宗伋攜妻莫氏前往開封應試，臨行前，莫氏延請孫家兄弟至莫家鄉館執教。紹興二年（1132年）秋，孫疇遽逝，年僅三十三，孫介“哀痛之情如失乳哺，如割肺腸，倀倀無相，幾不自立”。孫介一生以授課為業，不事科舉。宋孝宗淳熙十五年（1188年）卒，年七十五。著有《雪齋野語》數十卷，已佚。长子孫應求為鄉貢。次子孙应符著有《历代帝王纂要》。三子孙应时為淳熙二年进士。